# Спорои
Спорои (грч. Σπόροι) или Спори је према византијском писцу Прокопију (500-560) било старо име за Анте и Словене. Прокопије тврди да су Словени и Анти говорили истим језиком, али није изводио њихово заједничко порекло од Венета (као Јорданес), него од народа које он назива Спорои.
Римски чиновник Јорданес написао је о Словенима у свом делу Гетика (551): "премда потичу од једног народа, носе три имена, а то су: Венети, Анти и Склавени (ab unastirpe exorti, tria nomina ediderunt, id est Veneti, Antes, Sclaveni); или модерним речником речено Западни Словени, Источни Словени и Јужни Словени. Тврди да су Венети били преци Словена и Анта и додаје да су некада звали Венети а да се сада обично (мада не без изузетка) зову Словени и Анти.